# Kantarō Suzuki
Kantarō Suzuki (鈴木 貫太郎), född 18 januari 1868, död 17 april 1948, var en amiral i japanska flottan och Japans premiärminister i andra världskrigets slutskede.
Kantarō Suzuki föddes i nuvarande Sakai i Osaka prefektur och var son till en tjänsteman. År 1887 utexaminerades han från marinakademin. Han deltog i första kinesisk-japanska kriget och tog 1898 examen vid flottans krigshögskola. Mellan 1901 och 1903 var han bosatt i Tyskland, och befordrades under den tiden. Under rysk-japanska kriget deltog Suzuki i slaget vid Tsushima, och efter det erhöll han militära poster som vice marinminister i Regeringen Okuma II och skolchef på marinakademin. Han blev amiral 1923 och två år senare chef för marinstabskontoret. 
År 1929 upphöjdes Suzuki till jiju-cho (motsvarande hovmarskalk) och kronrådgivare. När han var jiju-cho utsattes han för mordförsök i 26 februari-incidenten 1936. Han överlevde, men avgick från sin post, även om han fortsatte som rådgivare och adlades till baron samma år. Suzuki blev 1940 vice ordförande i kronrådet och ordförande 1944. Efter USA:s landstigning på Okinawa utnämndes Suzuki den 7 april 1945 till premiärminister samt utrikes- och Ostasienminister av markis Kōichi Kido, eftersom han av denne ansågs kunna stå emot militären och avsluta kriget. Diskussioner inleddes genast inom krigsrådet hur kriget kunde avslutas, och regeringen öppnade för diplomatiska samtal med Sovjetunionen. När Potsdamdeklarationen offentliggjordes var Suzuki en av tre i krigsrådet att förespråka ovillkorlig kapitulation. Denna situation var densamma (det var tre för och tre emot ovillkorlig kapitulation) även efter att atombomben över Hiroshima släppts och Sovjet förklarat Japan krig, men Suzuki kunde då visa på situationens allvar med atombomberna och få kejsaren att själv delta i krigsrådet, och denne löste konflikten genom att förespråka kapitulation oavsett vad de allierades villkor skulle bli. Suzuki och hela regeringen avgick efter att Potsdamdeklarationen godkänts, men han fortsatte som rådgivare fram till 1946, varefter han pensionerade sig och dog två år senare vid 80 års ålder.